# Список чемпионов зимних Олимпийских игр от России, команд ОСР и ОКР
Это список спортсменов, которые выиграли как минимум одну золотую медаль на зимних Олимпийских играх, представляя Россию (1994, 1998, 2002, 2006, 2010, 2014), а также в составе команды Олимпийских спортсменов России (2018) и команды Олимпийского комитета России (2022).
Всего по итогам 8 Олимпийских игр (1994—2022) чемпионами являются 96 спортсменов (56 мужчин и 40 женщин). Больше всего среди них фигуристов (28) и хоккеистов (25). Больше всех золотых наград в составе сборной России на зимних Играх завоевала лыжница Лариса Лазутина (4). По три медали на счету четырёх спортсменов — шорт-трекиста Виктора Ана, лыжника Александра Большунова, лыжниц Любови Егоровой и Юлии Чепаловой. Чепалова — единственная, кто выигрывала золотые медали в составе сборной России на трёх Олимпийских играх, а также в разных веках. По две золотые медали выиграли 15 человек.
Таким образом, 96 чемпионов суммарно получили 120 золотых медалей (не путать с количеством выигранных дисциплин, которых в 1994—2022 годах было всего 52).

## Список
Отсортировано по фамилиям в алфавитном порядке
| Спортсмен(-ка)             | Дата рождения    | Дата смерти    | Вид спорта           | Игры                     | Золото                                                                 | Другие НОК                  | Ссылка |
| -------------------------- | ---------------- | -------------- | -------------------- | ------------------------ | ---------------------------------------------------------------------- | --------------------------- | ------ |
| Виктор Ан (3)              | 23 ноября 1985   |                | Шорт-трек            | 2014                     | 2014 — 500 м 2014 — 1000 м 2014 — эстафета                             | Республика Корея            |        |
| Сергей Андронов            | 19 июля 1989     |                | Хоккей с шайбой      | 2018 2022                | 2018 — мужской турнир                                                  |                             |        |
| Альбина Ахатова            | 13 ноября 1976   |                | Биатлон              | 1998 2002 2006           | 2006 — эстафета                                                        |                             |        |
| Светлана Бажанова          | 1 декабря 1972   |                | Конькобежный спорт   | 1994 1998                | 1994 — 3000 м                                                          | Объединённая команда        |        |
| Александр Барабанов        | 17 июня 1994     |                | Хоккей с шайбой      | 2018                     | 2018 — мужской турнир                                                  |                             |        |
| Наталья Баранова-Масалкина | 25 февраля 1975  |                | Лыжные гонки         | 2006                     | 2006 — эстафета                                                        |                             |        |
| Елена Бережная             | 11 октября 1977  |                | Фигурное катание     | 1998 2002                | 2002 — парное катание                                                  | Латвия                      |        |
| Екатерина Боброва          | 28 марта 1990    |                | Фигурное катание     | 2010 2014 2018           | 2014 — команды                                                         |                             |        |
| Анна Богалий (2)           | 12 июня 1979     |                | Биатлон              | 2002 2006 2010           | 2006 — эстафета 2010 — эстафета                                        |                             |        |
| Александр Большунов (3)    | 31 декабря 1996  |                | Лыжные гонки         | 2018 2022                | 2022 — скиатлон 2022 — эстафета 2022 — 50 км                           |                             |        |
| Вячеслав Войнов            | 15 января 1990   |                | Хоккей с шайбой      | 2014 2018 2022           | 2018 — мужской турнир                                                  |                             |        |
| Татьяна Волосожар (2)      | 22 мая 1986      |                | Фигурное катание     | 2014                     | 2014 — парное катание 2014 — команды                                   | Украина                     |        |
| Елена Вяльбе (2)           | 20 апреля 1968   |                | Лыжные гонки         | 1994 1998                | 1994 — эстафета 1998 — эстафета                                        | Объединённая команда        |        |
| Владислав Гавриков         | 21 ноября 1995   |                | Хоккей с шайбой      | 2018                     | 2018 — мужской турнир                                                  |                             |        |
| Нина Гаврылюк (2)          | 13 апреля 1965   |                | Лыжные гонки         | 1994 1998 2002           | 1994 — эстафета 1998 — эстафета                                        | СССР                        |        |
| Александр Голубев          | 19 мая 1972      |                | Конькобежный спорт   | 1994 1998                | 1994 — 500 м                                                           | Объединённая команда        |        |
| Екатерина Гордеева         | 22 мая 1971      |                | Фигурное катание     | 1994                     | 1994 — парное катание                                                  | СССР                        |        |
| Михаил Григоренко          | 16 мая 1994      |                | Хоккей с шайбой      | 2018 2022                | 2018 — мужской турнир                                                  |                             |        |
| Владимир Григорьев         | 8 августа 1982   |                | Шорт-трек            | 2014                     | 2014 — эстафета                                                        | Украина                     |        |
| Сергей Гриньков            | 4 февраля 1967   | 20 ноября 1995 | Фигурное катание     | 1994                     | 1994 — парное катание                                                  | СССР                        |        |
| Оксана Грищук (2)          | 17 марта 1972    |                | Фигурное катание     | 1994 1998                | 1994 — танцы на льду 1998 — танцы на льду                              | Объединённая команда        |        |
| Никита Гусев               | 8 июля 1992      |                | Хоккей с шайбой      | 2018 2022                | 2018 — мужской турнир                                                  |                             |        |
| Ольга Данилова (2)         | 10 июня 1970     |                | Лыжные гонки         | 1998 2002                | 1998 — 15 км 1998 — эстафета                                           | Объединённая команда        |        |
| Павел Дацюк                | 20 июля 1978     |                | Хоккей с шайбой      | 2002 2006 2010 2014 2018 | 2018 — мужской турнир                                                  |                             |        |
| Евгений Дементьев          | 17 января 1983   |                | Лыжные гонки         | 2006                     | 2006 — скиатлон 15+15 км                                               |                             |        |
| Артур Дмитриев             | 21 января 1968   |                | Фигурное катание     | 1994 1998                | 1998 — парное катание                                                  | Объединённая команда        |        |
| Любовь Егорова (3)         | 5 мая 1966       |                | Лыжные гонки         | 1994 2002                | 1994 — 5 км 1994 — 10 км преследование 1994 — эстафета                 | Объединённая команда        |        |
| Семён Елистратов           | 3 мая 1990       |                | Шорт-трек            | 2010 2014 2018 2022      | 2014 — эстафета                                                        |                             |        |
| Светлана Журова            | 7 января 1972    |                | Конькобежный спорт   | 1994 1998 2002 2006      | 2006 — 500 м                                                           |                             |        |
| Алина Загитова             | 18 мая 2002      |                | Фигурное катание     | 2018                     | 2018 — одиночное катание                                               |                             |        |
| Ольга Зайцева (2)          | 16 мая 1978      |                | Биатлон              | 2002 2006 2010 2014      | 2006 — эстафета 2010 — эстафета                                        |                             |        |
| Руслан Захаров             | 24 марта 1987    |                | Шорт-трек            | 2010 2014 2022           | 2014 — эстафета                                                        |                             |        |
| Артём Зуб                  | 3 октября 1995   |                | Хоккей с шайбой      | 2018                     | 2018 — мужской турнир                                                  |                             |        |
| Андрей Зубарев             | 3 марта 1987     |                | Хоккей с шайбой      | 2018                     | 2018 — мужской турнир                                                  |                             |        |
| Михаил Иванов              | 20 ноября 1977   |                | Лыжные гонки         | 2002                     | 2002 — 50 км                                                           |                             |        |
| Елена Ильиных              | 25 апреля 1994   |                | Фигурное катание     | 2014                     | 2014 — команды                                                         |                             |        |
| Светлана Ишмуратова (2)    | 20 апреля 1972   |                | Биатлон              | 2002 2006                | 2006 — индивидуальная гонка 2006 — эстафета                            |                             |        |
| Илья Каблуков              | 18 января 1988   |                | Хоккей с шайбой      | 2018                     | 2018 — мужской турнир                                                  |                             |        |
| Оксана Казакова            | 8 апреля 1975    |                | Фигурное катание     | 1998                     | 1998 — парное катание                                                  |                             |        |
| Сергей Калинин             | 17 марта 1991    |                | Хоккей с шайбой      | 2018                     | 2018 — мужской турнир                                                  |                             |        |
| Кирилл Капризов            | 26 апреля 1997   |                | Хоккей с шайбой      | 2018                     | 2018 — мужской турнир                                                  |                             |        |
| Никита Кацалапов           | 10 июля 1991     |                | Фигурное катание     | 2014 2022                | 2014 — команды                                                         |                             |        |
| Богдан Киселевич           | 14 февраля 1990  |                | Хоккей с шайбой      | 2018                     | 2018 — мужской турнир                                                  |                             |        |
| Фёдор Климов               | 7 сентября 1990  |                | Фигурное катание     | 2014                     | 2014 — команды                                                         |                             |        |
| Илья Ковальчук             | 15 апреля 1983   |                | Хоккей с шайбой      | 2002 2006 2010 2014 2018 | 2018 — мужской турнир                                                  |                             |        |
| Роман Костомаров           | 8 февраля 1977   |                | Фигурное катание     | 2002 2006                | 2006 — танцы на льду                                                   |                             |        |
| Василий Кошечкин           | 27 марта 1983    |                | Хоккей с шайбой      | 2018                     | 2018 — мужской турнир                                                  |                             |        |
| Никита Крюков              | 30 мая 1985      |                | Лыжные гонки         | 2010 2014                | 2010 — личный спринт                                                   |                             |        |
| Галина Куклева             | 21 ноября 1972   |                | Биатлон              | 1998 2002                | 1998 — спринт                                                          |                             |        |
| Илья Кулик                 | 23 мая 1977      |                | Фигурное катание     | 1998                     | 1998 — одиночное катание                                               |                             |        |
| Лариса Куркина             | 18 декабря 1973  |                | Лыжные гонки         | 2006                     | 2006 — эстафета                                                        |                             |        |
| Лариса Лазутина (4)        | 1 июня 1965      |                | Лыжные гонки         | 1994 1998 2002           | 1994 — эстафета 1998 — 5 км 1998 — 10 км преследование 1998 — эстафета | Объединённая команда        |        |
| Александр Легков           | 7 мая 1983       |                | Лыжные гонки         | 2006 2010 2014           | 2014 — 50 км                                                           |                             |        |
| Юлия Липницкая             | 5 июня 1998      |                | Фигурное катание     | 2014                     | 2014 — команды                                                         |                             |        |
| Максим Маринин             | 23 марта 1977    |                | Фигурное катание     | 2002 2006                | 2006 — парное катание                                                  |                             |        |
| Алексей Марченко           | 2 января 1992    |                | Хоккей с шайбой      | 2018                     | 2018 — мужской турнир                                                  |                             |        |
| Евгения Медведева-Арбузова | 4 июля 1976      |                | Лыжные гонки         | 2006 2010                | 2006 — эстафета                                                        |                             |        |
| Ольга Медведцева (2)       | 7 июля 1975      |                | Биатлон              | 2002 2006 2010           | 2002 — преследование 2010 — эстафета                                   |                             |        |
| Сергей Мозякин             | 30 марта 1981    |                | Хоккей с шайбой      | 2018                     | 2018 — мужской турнир                                                  |                             |        |
| Татьяна Навка              | 13 апреля 1975   |                | Фигурное катание     | 2002 2006                | 2006 — танцы на льду                                                   | Беларусь                    |        |
| Наталья Непряева           | 6 сентября 1995  |                | Лыжные гонки         | 2018 2022                | 2022 — эстафета                                                        |                             |        |
| Никита Нестеров            | 28 марта 1993    |                | Хоккей с шайбой      | 2018 2022                | 2018 — мужской турнир                                                  |                             |        |
| Луиза Носкова              | 7 июля 1968      |                | Биатлон              | 1994                     | 1994 — эстафета                                                        |                             |        |
| Евгений Платов (2)         | 7 августа 1967   |                | Фигурное катание     | 1994 1998                | 1994 — танцы на льду 1998 — танцы на льду                              | Объединённая команда        |        |
| Евгений Плющенко (2)       | 3 ноября 1982    |                | Фигурное катание     | 2002 2006 2010 2014      | 2006 — одиночное катание 2014 — команды                                |                             |        |
| Николай Прохоркин          | 17 сентября 1993 |                | Хоккей с шайбой      | 2018                     | 2018 — мужской турнир                                                  |                             |        |
| Анфиса Резцова             | 16 декабря 1964  |                | Биатлон              | 1994                     | 1994 — эстафета                                                        | СССР · Объединённая команда |        |
| Антон Сихарулидзе          | 25 октября 1976  |                | Фигурное катание     | 1998 2002                | 2002 — парное катание                                                  |                             |        |
| Светлана Слепцова          | 31 июля 1986     |                | Биатлон              | 2010                     | 2010 — эстафета                                                        |                             |        |
| Наталья Снытина            | 13 февраля 1971  |                | Биатлон              | 1994                     | 1994 — эстафета                                                        |                             |        |
| Дмитрий Соловьёв           | 18 июля 1989     |                | Фигурное катание     | 2010 2014 2018           | 2014 — команды                                                         |                             |        |
| Татьяна Сорина             | 13 апреля 1994   |                | Лыжные гонки         | 2022                     | 2022 — эстафета                                                        |                             |        |
| Илья Сорокин               | 4 августа 1995   |                | Хоккей с шайбой      | 2018                     | 2018 — мужской турнир                                                  |                             |        |
| Аделина Сотникова          | 1 июля 1996      |                | Фигурное катание     | 2014                     | 2014 — одиночное катание                                               |                             |        |
| Денис Спицов               | 16 августа 1996  |                | Лыжные гонки         | 2018 2022                | 2022 — эстафета                                                        |                             |        |
| Вероника Степанова         | 4 января 2001    |                | Лыжные гонки         | 2022                     | 2022 — эстафета                                                        |                             |        |
| Ксения Столбова            | 7 февраля 1992   |                | Фигурное катание     | 2014                     | 2014 — команды                                                         |                             |        |
| Юлия Ступак                | 21 января 1995   |                | Лыжные гонки         | 2018 2022                | 2022 — эстафета                                                        |                             |        |
| Надежда Таланова           | 17 апреля 1967   |                | Биатлон              | 1994                     | 1994 — эстафета                                                        |                             |        |
| Сергей Тарасов             | 15 февраля 1965  |                | Биатлон              | 1994 1998                | 1994 — индивидуальная гонка                                            |                             |        |
| Иван Телегин               | 28 февраля 1992  |                | Хоккей с шайбой      | 2018                     | 2018 — мужской турнир                                                  |                             |        |
| Татьяна Тотьмянина         | 2 ноября 1981    |                | Фигурное катание     | 2002 2006                | 2006 — парное катание                                                  |                             |        |
| Максим Траньков (2)        | 7 октября 1983   |                | Фигурное катание     | 2010 2014                | 2014 — парное катание 2014 — команды                                   |                             |        |
| Александр Третьяков        | 19 апреля 1985   |                | Скелетон             | 2006 2010 2014 2022      | 2014 — личные соревнования                                             |                             |        |
| Вик Уайлд (2)              | 23 августа 1986  |                | Сноуборд             | 2014 2018 2022           | 2014 — паралл. гигант. слалом 2014 — параллельный слалом               |                             |        |
| Алексей Урманов            | 17 ноября 1973   |                | Фигурное катание     | 1994                     | 1994 — одиночное катание                                               | Объединённая команда        |        |
| Сергей Устюгов             | 8 апреля 1992    |                | Лыжные гонки         | 2014 2022                | 2022 — эстафета                                                        |                             |        |
| Юлия Чепалова (3)          | 23 декабря 1976  |                | Лыжные гонки         | 1998 2002 2006           | 1998 — 30 км 2002 — личный спринт 2006 — эстафета                      |                             |        |
| Сергей Чепиков             | 30 января 1967   |                | Биатлон Лыжные гонки | 1994 2002 2006 1998      | 1994 — спринт (биатлон)                                                | СССР · Объединённая команда |        |
| Алексей Червоткин          | 30 апреля 1995   |                | Лыжные гонки         | 2018 2022                | 2022 — эстафета                                                        |                             |        |
| Игорь Шестёркин            | 30 декабря 1995  |                | Хоккей с шайбой      | 2018                     | 2018 — мужской турнир                                                  |                             |        |
| Вадим Шипачёв              | 12 марта 1987    |                | Хоккей с шайбой      | 2018 2022                | 2018 — мужской турнир                                                  |                             |        |
| Сергей Широков             | 10 марта 1986    |                | Хоккей с шайбой      | 2018                     | 2018 — мужской турнир                                                  |                             |        |
| Анна Щербакова             | 28 марта 2004    |                | Фигурное катание     | 2022                     | 2022 — одиночное катание                                               |                             |        |
| Алексей Ягудин             | 18 марта 1980    |                | Фигурное катание     | 1998 2002                | 2002 — одиночное катание                                               |                             |        |
| Егор Яковлев               | 17 сентября 1991 |                | Хоккей с шайбой      | 2018 2022                | 2018 — мужской турнир                                                  |                             |        |

## Статистика

### Чемпионы по видам спорта
| Вид спорта         | Всего | Мужчины | Женщины |
| ------------------ | ----- | ------- | ------- |
| Фигурное катание   | 28    | 14      | 14      |
| Хоккей с шайбой    | 25    | 25      | —       |
| Лыжные гонки       | 21    | 8       | 13      |
| Биатлон            | 13    | 2       | 11      |
| Шорт-трек          | 4     | 4       | —       |
| Конькобежный спорт | 3     | 1       | 2       |
| Скелетон           | 1     | 1       | —       |
| Сноуборд           | 1     | 1       | —       |
| Всего              | 96    | 56      | 40      |

### Чемпионы по Играм
Для колонок чемпионов не учитываются повторные победы одного и того же человека на одних Играх
| Олимпийские игры    | Команда | Всего чемпионов | Мужчины | Женщины | Выигранные виды | Личные виды | Командные виды |
| ------------------- | ------- | --------------- | ------- | ------- | --------------- | ----------- | -------------- |
| 1994 Лиллехаммер    | Россия  | 16              | 5       | 11      | 11              | 7           | 4              |
| 1998 Нагано         | Россия  | 11              | 3       | 8       | 9               | 6           | 3              |
| 2002 Солт-Лейк-Сити | Россия  | 6               | 3       | 3       | 5               | 4           | 1              |
| 2006 Турин          | Россия  | 15              | 4       | 11      | 8               | 4           | 4              |
| 2010 Ванкувер       | Россия  | 5               | 1       | 4       | 2               | 1           | 1              |
| 2014 Сочи           | Россия  | 19              | 13      | 6       | 10              | 7           | 3              |
| 2018 Пхёнчхан       | ОСР     | 26              | 25      | 1       | 2               | 1           | 1              |
| 2022 Пекин          | ОКР     | 9               | 4       | 5       | 5               | 3           | 2              |
| Всего               | Всего   | Всего           | Всего   | Всего   | 52              | 33          | 19             |

### Чемпионы по количеству золотых медалей
Учитываются только медали, завоёванные в составе сборной России и команд ОСР и ОКР
| Золотые медали | Спортсмены                                                    |
| -------------- | ------------------------------------------------------------- |
| Четыре         | Лариса Лазутина                                               |
| Три            | Любовь Егорова, Юлия Чепалова, Виктор Ан, Александр Большунов |
| Две            | 12 человек                                                    |
| Одна           | 79 человек                                                    |

## Лишённые золотых наград зимних Олимпийских игр
- Волков, Алексей Анатольевич (2014, биатлон, эстафета)
- Воевода, Алексей Иванович (2) (2014, бобслей, двойки и 2014, бобслей, четвёрки)
- Данилова, Ольга Валерьевна (2002, лыжные гонки, преследование 5+5 км)
- Зубков, Александр Юрьевич (2) (2014, бобслей, двойки и 2014, бобслей, четвёрки)
- Лазутина, Лариса Евгеньевна (2002, лыжные гонки, преследование 30 км)
- Малышко, Дмитрий Владимирович (2014, биатлон, эстафета)
- Негодайло, Алексей Александрович (2014, бобслей, четвёрки)
- Труненков, Дмитрий Вячеславович (2014, бобслей, четвёрки)
- Устюгов, Евгений Романович[17] (2) (2010, биатлон, масс-старт и 2014, биатлон, эстафета)
- Шипулин, Антон Владимирович (2014, биатлон, эстафета)
- Фигуристы, которые получили бронзовые медали вместо золотых в командных соревнованиях на Играх 2022 года из-за дисквалификации Камилы Валиевой
  - Галлямов, Александр Романович
  - Кацалапов, Никита Геннадьевич
  - Кондратюк, Марк Валерьевич
  - Мишина, Анастасия Викторовна
  - Синицина, Виктория Александровна